# Sarothrias lawrencei
Sarothrias lawrencei är en skalbaggsart som beskrevs av Ivan Löbl och Burckhardt 1988. Sarothrias lawrencei ingår i släktet Sarothrias och familjen Jacobsoniidae. Inga underarter finns listade i Catalogue of Life.